# Netstat

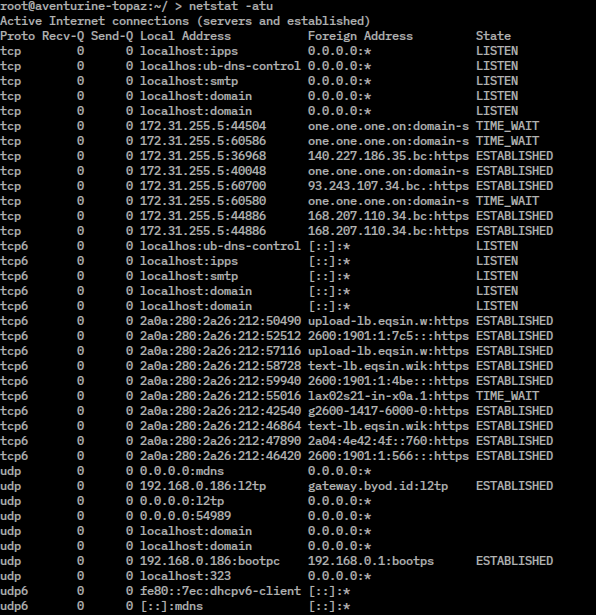
Captura de tela de netstat

Em computação, netstat" (de network statistics, em português estatísticas de rede) é uma ferramenta utilitária de rede de linha de comando que exibe conexões de rede para o Transmission Control Protocol (entrada e saída) e User Datagram Protocol (UDP), tabelas de roteamento e várias interfaces de rede (controlador de interface de rede ou interface de rede definida por software) e estatísticas de protocolo de rede. Ele está disponível em sistemas operacionais do tipo Unix, incluindo macOS, Linux, Solaris e BSD, e está disponível em sistemas operacionais baseados no Windows NT, incluindo o Windows XP, Windows Vista, Windows 7, Windows 8 e Windows 10.
Ele é usado para encontrar problemas na rede e para determinar a quantidade de tráfego na rede como medida de desempenho. No Linux, este programa é na maior parte obsoleto, embora ainda esteja incluído em muitas distribuições.
No Linux, o netstat (parte do "net-tools") foi substituído pelo ss (parte do iproute2). A substituição para netstat -r é ip route. A substituição para netstat -i é ip -s link, e a substituição para netstat -g é ip maddr, onde recomenda-se utilizar todos seus substitutos.

## Sintaxe
netstat [-a] [-e] [-n] [-s] [-p proto] [-r] [interval], onde:
- -a Mostra todas as conexões e portas abertas (listening ports)
- -e Mostra as estatísticas da Ethernet. Este comando pode ser combinado com a opção -s.
- -n Mostra o endereço e o número de portas na forma numérica.
- -p proto. Mostra as conexões para o protocolo especificado pelo proto; proto pode ser TCP ou UDP. Se usado com a opção -s para mostrar por estatística do protocolo, proto pode ser TCP, UDP ou Internet Protocol (IP)
- -r Mostra a tabela de rotas (routing table)
- -s Mostra por estatística de protocolo . Por padrão, as estatísticas são mostradas por TCP, UDP e IP; A opção -p pode ser usada para especificar um subconjunto padrão
- interval Mostra novamente as estatísticas selecionadas, pausando interval segundos entre cada display. Use CTRL+C para interromper. Se omitido, Netstat mostrará a informação corrente em uma única vez.

## Exemplo
Exemplo de netstat para informações sobre estatisticas:
```
$ 
netstat
 
-s
 
-p
 
tcp

$ 
netstat
 
-s
 
-p
 
udp

$ 
netstat
 
-an
 
|
find
 
/i
 
"listening"
   
//Portas
 
a
 
escuta

$ 
netstat
 
-an
 
|
find
 
/i
 
"established"
 
//Portas
 
com
 
ligação
 
estabelecida

$ 
netstat
 
-an
 
|
find
 
/i
 
"3306"
        
//Definir
 
porta
 
específica
 
"3306"

```